# Andreas Gottlob Rudelbach
Andreas Gottlob Rudelbach (29. september 1792 i København – 3. marts 1862 i Slagelse) var præst og teologisk forfatter, var en søn af skræddermester Johann Heinrich Gottlob Rudelbach, en indvandret sachser, og Birgitte Catharine født Ørstrøm, der stammede fra Sverige.
Han gik først i det Basedowske Undervisningsinstitut for at uddannes til handelen; men 1805 kom han i Metropolitanskolen, hvorfra han dimitteredes 1810. Efter at have taget Anden Eksamen kastede han sig over studiet af de klassiske sprog og vandt 1817 universitetets guldmedalje for besvarelsen af en æstetisk prisopgave om den dithyrambiske Digtarts Væsen og Værd. Året efter tog han del i kampen mod Jens Baggesen som en af Tylvten. 1820 underkastede han sig den teologiske embedsprøve, og to år efter fik han den filosofiske doktorgrad for en afhandling om etikkens principper, der røbede påvirkning af Friedrich Schleiermacher. I foråret 1823 tiltrådte han en rejse til Tyskland, Schweiz og Frankrig, på hvilken han navnlig fordybede sig i Middelalderens uudgivne litterære efterladenskaber; han afskrev blandt andet Peter Abelards Sic et non og hans Decalogus inter Christianum et Judæum, som senere blev udgivet af andre. Efter sin hjemkomst holdt han forelæsninger over indledningen til den symbolske teologi og over den augsburgske konfession og var tillige sysselsat med forskellige litterære arbejder. Til Kieler-universitetets teologiske fakultet indleverede han en afhandling De typis ac symbolis Scripturæ S., der blev antagen; men han fik alligevel ikke den teologiske doktorgrad, fordi han ikke "beklædte et anseligt gejstligt Embede".1825 begyndte han i forening med N.F.S. Grundtvig udgivelsen af Theologisk Maanedsskrift, som han fortsatte indtil 1828 (bind I-XIII), fra bind VI af alene, da Grundtvig var kommet under censur. I dette tidsskrift, der var ortodoksiens og lutherdommens faste borg, skrev han en mængde anmeldelser, som i reglen indeholdt polemik mod den herskende rationalisme. Samtidig udgav han flere prædikener og andagtsbøger og oversatte J. da Costas (João da Costa ?) Aandeligt Feltraab i Kirkens Trængselsdage (1825) som et Sidestykke til J.P. Mynsters prædiken om den kristelige visdom (XII, 12). da færdedes han mest i den kreds, der omgav Grundtvig, og han imponerede unge studenter, som Hans Lassen Martensen, ved sit udseende med den ejendommelige forening af alvor og skarphed, men især ved "sin uhyre Lærdom og sit uhyre Bibliothek".
I Danmark var der for en mand med Rudelbachs anskuelser den gang ikke udsigt til en videnskabelig ansættelse, og da en kaldelse til et preussisk universitet (1827) ikke gik i gænge, modtog han 1828 det tilbud, den fromme grev Ludwig af Schønberg gjorde ham om embedet som superintendent, konsistorialråd og hovedpræst i fabriksbyen Glauchau i Sachsen; det havde først været tilbudt professor Ernst Wilhelm Hengstenberg i Berlin. Rudelbachs prøveprædiken i Hofkirken i Dresden og det Colloqvium, som fulgte efter, gave anledning til megen omtale; thi Rudelbach kastede med stor heftighed den også i Sachsen herskende rationalisme handsken, og den sachsiske overhofpræst von Ammon, som ledede samtalen, følte sig personlig krænket af den djærve lutheraner, "der kom fra det yderste Thule". 1831 dannedes, væsentlig på Rudelbachs tilskyndelse, den såkaldte Muldenthaler Pastoralkonferenz, der i forskellige skikkelser har haft en ikke ringe betydning for det kirkelige liv i Sachsen. Han virkede der efter Gotthilf Heinrich von Schuberts sigende "som et Klippestykke, der falder i det stille Hav og bringer Bølgerne til at bruse". På videre kredse fik Rudelbach indflydelse gennem det Zeitschrift für die gesamte lutherische Theologie und Kirche, som han fra 1840 til sin død vedblev sammen med Ferdinand Guericke at være udgiver af, mens Guericke alene fra 1846 varetog redaktionen. Deri skrev Rudelbach en række lærde afhandlinger og recensioner, blandt andet en skildring af den religiøse vækkelse i Danmark. Fra denne tid stammer også hans betydeligste skrift: Reformation, Lutherthum u. Union (1839), en historisk-dogmatisk apologi for lutherdommen, der var helliget Grundtvig som "en Mand i Luthers Aand og Kraft". 1843 indbød han, i forening med Lindner og Delitzsch, til den første allgemeine lutherische Konferenz i Leipzig, hvor lutheranere fra Sachsen, Bayern, Hannover, Schlesien osv. satte hinanden stævne. Han var i et par år disse møders præsident og vandt derigennem mange venner. 1841 udnævnte Universitetet i Erlangen ham til doktor i ”theologien honoris causa”, og man så fra flere sider hen til superintendenten i Glauchau som en kirkelig fører. Men allerede 1. september 1845 nedlagde Rudelbach temmelig brat sit embede i Sachsen. Han ville ikke gå med til den betingede afskaffelse af det apostolske symbol ved konfirmationen, som nogle medlemmer af konsistoriet havde foreslået (jvfr. hans Ueb. die Bedeutung des apost. Symbolums, Leipz. 1844), og han ville hverken åbne sin kirke for eller udføre kirkelige handlinger for de såkaldte tysk-katholikker, som den gang vakte stor sympati hos Sachsens rationalister.

Fra Glauchau rejste Rudelbach tilbage til København; men også her mødte han vanskeligheder. Med Grundtvig var det kommet til et åbent brud, fordi Rudelbach ikke kunne gå ind på Grundtvigs betragtning af det apostolske symbol som det levende ord, og mange her hjemme havde følt sig stødt ved Rudelbachs omtale af danske forhold i de tyske præsteforsamlinger. Christian 8. ville gerne have skaffet ham en ansættelse i det teologiske fakultet; men fakultetet, med Clausen i spidsen, havde ikke lyst til at åbne døren for en "Calovius redivivus", og det frygtede for, 
| Citat | at en Retning, der stillede sig i et eksklusivt og polemisk Forhold til den friere Udvikling i Kirke og Videnskab, ville frembringe de samme Virkninger i Danmark som andetsteds og give de falske protestantiske Emancipationstendenser Næring ved at give dem et Skin af Berettigelse. | Citat |
|       | |       |

 1847-48 holdt Rudelbach som privatdocent forelæsninger over nytestamentlig isagogik, pastoralbrevene og Johannes-evangeliet; men da fakultetets modstand viste sig uovervindelig, opgav han tanken om en fremtidig akademisk virksomhed i København og blev 1848 udnævnt til sognepræst ved Sankt Mikkels Kirke i Slagelse. Der døde han 3. marts 1862, efter at først mindre skrøbeligheder og til sidst et slaganfald havde lammet hans arbejdskraft. 28. juni 1822 havde han ægtet Elisabeth Marie Bønsøe (1803 – 1867), datter af skibskaptajn Nic. Chr. Bønsøe. Efter opgivelsen af stillingen i Glauchau vedblev Rudelbach at stå i livlig forbindelse med Tyskland og de tyske præstekonferenser, på hvilke han jævnlig gav møde, og flere af de skrifter, han skrev efter sin hjemkomst, blev straks oversatte på tysk, enkelte også på svensk. Det var væsentlig Grundtvig og den grundtvigske kristendomsopfattelse, hans kamp gjaldt, da han skrev om Kristendom og Nationalitet (1847) og Om Sognebaandet og om Ordinationens Væsen og Betydning (1852); han sigtede videre, da han udsendte skriftet om Den evangeliske Kirkeforfatnings Oprindelse og Princip (1849), der skulle være "et udførligt kirkeretligt og kirkehistorisk Votum for virkelig Religionsfrihed", og da han skrev flyveskriftet Om det borgerlige Ægteskab (1856) og det lærde værk Om Salmelitteraturen og Salmebogssagen (1856). Ingen vil kunne nægte, at der er meget at lære af disse og andre skrifter, som Rudelbach med korte mellemrum udgav; men de virkede forbavsende lidt. Fremstillingen var tung, ofte skæmmet af udanske udtryk og vendinger, og de fleste af Rudelbachs litterære arbejder vare, som Martensen siger, snarest at opfatte "som forberedende Materialsamlinger for en, der agter at skrive en Bog over disse Gjenstande". Hans bøger strutter af lærdom og især af lærde anmærkninger, men der savnes ikke sjælden ånd over vandene; man er ofte til mode, som om man stod over for en række vel fyldte excerptskuffer. Fagmænd ville dog ikke gå disse lærde stofsamlinger forbi, og hans Kristelig Biografi (1846), der desværre kun blev et eneste bind, fortjener endnu at finde læsere; hans forskellige prædikensamlinger skulle også endnu i visse egne af tyskland have en plads ved siden af de lutherske andagtsbøger. Derimod er vist alle enige om at betragte hans monografi om Savonarola og hans Tid (1836) som et væsentlig forfejlet forsøg på at gøre den politiske opvækkelsesprædikant i Florents til reformationens mand.
Men om en forholdsvis stor del af Rudelbachs rige forfattervirksomhed end hurtig er sunket i en ikke helt uforskyldt glemsel, bør det ikke glemmes, at Rudelbach på et tidspunkt, da mange af Tysklands teologer med den berømte Erlanger-Exeget Hofmann i spidsen mente at kunne sætte sig ud over sandheden ved spidsfindige fortolkninger og jesuitiske kunstgreb, i et Sendebrev til Claus Harms (1851) om lydighed mod øvrigheden og edens betydning slog et djærvt slag for sit fædrelands ret og ære.

## Reference
1. ↑  Kirkehist. Saml. 4. R. V, 130 f.)